# 438 Zeukso
438 Zeukso (mednarodno ime je 438 Zeuxo) je asteroid tipa F (po Tholenu) v glavnem asteroidnem pasu.

## Odkritje
Asteroid je odkril francoski astronom A. Charlois ( 1864 – 1910) 8. novembra 1898 v Nici. Imenuje se po okeanidi Rodiji iz grške mitologije.

## Lastnosti
Asteroid Zeukso obkroži Sonce v 4,08 letih. Njegova tirnica ima izsrednost 0,069, nagnjena pa je za 7,381° proti ekliptiki. Njegov premer je 61,14 km, okoli svoje osi se zavrti v 8,831 urah .